# Lucas Tousart
Lucas Simon Pierre Tousart (* 29. April 1997 in Arras) ist ein französischer Fußballspieler. Der defensive Mittelfeldakteur steht seit Juli 2023 beim 1. FC Union Berlin unter Vertrag.

## Karriere

### Vereine
Tousart begann sechsjährig in Rignac beim ortsansässigen JS du Pays Rignacois mit dem Fußballspielen und setzte es ein Jahr später bei US Pays Rignacois fort. Nach sechs Spielzeiten verpflichtete ihn Rodez AF aus dem gleichnamigen Ort. Drei Jahre später verpflichtete ihn der FC Valenciennes. Dem Jugendalter entwachsen rückte er 2014 in die Zweite Mannschaft auf, für die er eine Spielzeit absolvierte. Für die Erste Mannschaft debütierte er am 24. Januar 2015 (21. Spieltag) bei der 1:2-Niederlage im Zweitligaheimspiel gegen Tours FC. Er bestritt 16 weitere Punktspiele in seiner Premierensaison und ein weiteres in der Folgesaison, bevor er während dieser am 31. August 2015, am letzten Tag der Transferperiode, vom Ligakonkurrenten Erstligisten Olympique Lyon verpflichtet wurde. Sein Debüt in der Ligue 1 gab er am 5. Dezember 2015 gegen Angers SCO.
Ende Januar 2020 erwarb der Bundesligist Hertha BSC die Transferrechte an Tousart, der bis zum Saisonende 2021 auf Leihbasis in Lyon verblieb. In jener Spielzeit, die aufgrund der COVID-19-Pandemie abgebrochen wurde, spielte er in 24 Partien (19-mal von Beginn) und erzielte zwei Tore. Zudem hatte er sieben Einsätze in der Champions League, wobei er im Achtelfinalhinspiel gegen Juventus Turin den 1:0-Siegtreffer erzielte. Da die Champions League danach nicht weiter fortgeführt werden konnte, wurden die restlichen Spiele in den August verlegt, und Tousart konnte  durch seinen Wechsel nach Berlin zum 1. Juli dort nicht mehr teilnehmen.
In seiner ersten Bundesliga-Saison 2020/21 absolvierte er 26 Spiele, davon stand er 25-mal in der Anfangsformation, und erzielte ein Tor. Sein Pflichtspieldebüt hatte er am 11. September 2020 bei der 4:5-Niederlage im DFB-Pokal gegen Eintracht Braunschweig. Sein erstes Bundesligator erzielte er am 3. Mai 2021 beim 1:1 in Mainz. In der Saison 2021/22 spielte Tousart unter drei Trainern – Pal Dardai, Tayfun Korkut und Felix Magath. Bei seinen 30 Spielen stand er 22-mal in der Startelf und erzielte zwei Tore. Da Hertha BSC die Saison auf dem 16. Tabellenplatz beendete, musste er in die Relegation gegen den Hamburger SV, wo sich der Bundesligist mit 2:1 (0:1/2:0) durchsetzte. In der Saison 2022/23 kam Tousart in 33 Spielen (fünf Tore) zum Einsatz und stieg mit den Berlinern zum Ende der Spielzeit aus der Bundesliga ab. 
Zur Saison 2023/24 wechselte er zum Stadtrivalen 1. FC Union Berlin.

### Nationalmannschaft
Sein Debüt für die U21-Nationalmannschaft gab er am 10. November 2016 in Beauvais beim 5:1-Sieg im Test-Länderspiel gegen die Auswahlmannschaft der Elfenbeinküste.
Im Juni 2021 wurde Tousart in den Kader der Olympiaauswahl für das Fußballturnier der Olympischen Sommerspiele 2021 berufen. Frankreich schied nach der Gruppenphase aus, Tousart kam bei allen Spielen zum Einsatz.

## Erfolge
Nationalmannschaft
- U19-Europameister: 2016